# Todas las pecas del mundo
Todas las pecas del mundo es una película mexicana de comedia romántica y coming-of-age ambientada en los años noventa. Fue dirigida por Yibran Asuad, con guion de Asuad, Gibrán Portela y Javier Peñaloza, y protagonizada por Hanssel Casillas, Luis de la Rosa, Loreto Peralta y Andrea Sutton.
Fue estrenada en los cines de México el 27 de septiembre de 2019 por Cinépolis Distribución, y fue agregada en el catálogo de Netflix Latinoamérica en 2020.

## Argumento
En el año de 1994, José Miguel Mota (Hanssel Casillas) se muda a la Ciudad de México junto con su familia y va a una nueva escuela en la cima de la fiebre de la Copa Mundial . Allí, se enamora de Cristina Palazuelos (Loreto Peralta), pero para estar con ella, tiene que romper su relación actual con Kenji Matarazzo (Luis de la Rosa). José hornea un pastel para Cristina por su cumpleaños; sin embargo, cuando el papá de José aparece el día anterior y se come el pastel, la mamá de José le da dinero para comprarle algo en la panadería. Estando en la escuela, a la hora del receso, él le da el regalo y se hacen amigos.
Después de la escuela, José se dirige a casa con Liliana (Andrea Sutton), quien le da una cinta de casete. Liliana besa a José y le confiesa que gusta de él. Sin embargo, José la rechaza y le dice que a él le gusta Cristina; deciden seguir siendo amigos y actuar como si no hubiera sucedido.
José le regala la cinta de casete a Cristina y ella la toma. Cuando comienzan a acercarse, José crea un equipo de fútbol y entra en el torneo de fútbol de su escuela para impresionar a Cristina. Un día después de la escuela, Cristina deja que Kenji escuche el casete. Kenji dice que no le gusta la música rock y le pregunta de dónde la sacó. Al día siguiente en la escuela, cuando Kenji se entera de que José se lo dio, Kenji se enfrenta a José en el baño. Apuestan a que quien gane la final del torneo se quedará con Cristina y el otro nunca volverá a hablar con ella; sin embargo, pierden miserablemente en la final.
Después del juego, cuando José insiste en que Kenji hizo trampa, Kenji le dice a José que se encuentre con él después de la escuela donde lucharán por Cristina. Después de la escuela, Cristina le dice a José que no pelee, pero cuando él dice que tiene que pelear por su honor, le ruega a Kenji que se lo tome con calma ya que él es solo un estudiante de primer año. José arroja tierra a Kenji y, en represalia, golpea a José en la cara y lo tira al suelo. Cuando Cristina va a ver si José está bien, se besan.
Unas semanas más tarde, en una pista de patinaje sobre hielo, Cristina habla mientras José no escucha. Él le dice que cree que le gusta Liliana. Enojada, Cristina lo abofetea y se va. José le trae flores a Liliana pero la ve besándose con Kenji. Él le dice que le gusta y ella lo rechaza. Al llegar a casa, su padre le informa que se están mudando.
Cristina y Liliana escuchan música juntas en la escuela. José camina hacia ellas y les dice que las quiso mucho a ambas. José y su familia conducen hacia su nueva casa, haciendo una parada para que la hija menor orine. José se toma este tiempo para caminar, deteniéndose junto a una chica que golpea pelotas de béisbol (Cecilia Flores). Termina en que él se enamora de ella. A medida que avanzan los créditos, hay un seguimiento en sus vidas, dando referencia a que se casaron.

## Reparto
- Hanssel Casillas como Jose Miguel Mota
- Loreto Peralta como Cristina Palazuelos.
- Luis de la Rosa como Kenji Matarazzo.
- Andrea Sutton como Liliana.
- Alejandro Flores como Rodrigo Malo.
- Emiliano Castro como Manuel "Tarolas" Angulo.
- Axel Contreras como Osvaldo "Thriller" García.
- Abraham Kleinfinger como Rodolfo "Guácala" Patiño.
- Marcelo Barceló como Miguel "Motorcito" Jiménez.
- Montserrat Marañón como la profesora Yolanda.
- Juan Carlos "Juca" Viana Pierto como Rambo Rodríguez.
- Anajosé Aldrete como Josefina Mota.
- Cecilia Flores como el último interés amoroso de José Miguel.
- Anna Lucia Zammiello como la profesora Viana Ingrid.